# Вільмер Лопес
Вільмер Лопес Аргедас (ісп. Wilmer López Arguedas, нар. 3 серпня 1971, Алахуела, Коста-Рика) — костариканський футболіст, що грав на позиції флангового півзахисника. Виступав за національну збірну Коста-Рики. По завершенні ігрової кар'єри — тренер. З 2017 року очолює тренерський штаб команди «Алахуеленсе».

## Клубна кар'єра
У дорослому футболі дебютував 1991 року виступами за команду клубу «Кармеліта», в якій провів два сезони.
Згодом з 1993 по 1998 рік грав у складі команд клубів «Алахуеленсе» та «Депортес Толіма».
Своєю грою за останню команду знову привернув увагу представників тренерського штабу клубу «Алахуеленсе», до складу якого повернувся 1998 року. Цього разу відіграв за костариканську команду наступні дев'ять сезонів своєї ігрової кар'єри.
Протягом 2007—2008 років захищав кольори команди клубу «Перес Селедон».
Завершив професійну ігрову кар'єру у клубі «Кармеліта», у складі якого вже виступав раніше. Прийшов до команди 2008 року, захищав її кольори до припинення виступів 2009 року.

## Виступи за збірну
1995 року дебютував в офіційних матчах у складі національної збірної Коста-Рики. Протягом кар'єри у національній команді, яка тривала дев'ять років, провів у формі головної команди країни 76 матчів, забивши шість голів.
У складі збірної був учасником розіграшу Кубка Америки 1997 року в Болівії, розіграшу Золотого кубка КОНКАКАФ 1998 року у США, розіграшу Золотого кубка КОНКАКАФ 2000 року у США, розіграшу Кубка Америки 2001 року в Колумбії, чемпіонату світу 2002 року в Японії та Південній Кореї, розіграшу Золотого кубка КОНКАКАФ 2002 року у США, де разом з командою здобув «срібло», розіграшу Золотого кубка КОНКАКАФ 2003 року у США та Мексиці.

## Кар'єра тренера
Розпочав тренерську кар'єру, повернувшись до футболу після невеликої перерви, 2017 року, очоливши тренерський штаб клубу «Алахуеленсе». Наразі досвід тренерської роботи обмежується цим клубом, в якому Вільмер Лопес працює і досі.

## Титули і досягнення
- Переможець Кубка центральноамериканських націй: 1997
- Срібний призер Золотого кубка КОНКАКАФ: 2002